# Joseph Massé
Pour les articles homonymes, voir Massé.
Joseph Massé, né le 11 mars 1878 à Bordeaux en Gironde et mort le 15 janvier 1946 à Soye-en-Septaine, dans le Cher, est un artiste et homme politique français.

## Biographie
Diplômé de l'École des beaux-arts de Lyon, il est d'abord peintre puis s'établit comme céramiste à Soye-en-Septaine avant d'être mobilisé pendant la Première Guerre mondiale. Il entre en politique en devenant en 1911 conseiller général de Levet, puis maire de Soye-en-Septaine à partir de 1919, deux mandats qu'il conservera jusqu'à la chute de la Troisième République.
Membre de la conservatrice Fédération républicaine, il se présente aux élections législatives de 1936. Élu, il rejoint le groupe des Indépendants d'union républicaine et nationale, le plus à droite de la Chambre des députés. Comme député, il intervient sur des questions culturelles, économiques ou agricoles et s'oppose fermement à la politique du Front populaire.
Antisémite, il s'exclame lors d'une séance parlementaire, en février 1938 : « Nous en avons assez d’être gouvernés par les Juifs ». Joseph Massé vote, le 10 juillet 1940, en faveur de la remise des pleins pouvoirs au Maréchal Pétain.